# Чезаре Сьєпі
Чезаре Сьєпі (італ. Cesare Siepi; *2 жовтня 1923, Мілан, Італія — †5 липня 2010) — італійський співак (бас), якого називають одним із провідних італійських співаків XX століття.

## Біографія
Нетривалий час навчався в Міланській консерваторії, проте в цілому залишився самоучкою. Дебютував у групі мадригалістів, 1941 року вперше виступив на невеликій оперній сцені в партії Спарафучіле («Ріголетто»), однак потім емігрував до Швейцарії за політичними мотивами й лишався там до завершення Другої світової війни. Уже 1945 року відновив сценічну активність, у 1946 році дебютував у Ла Скала.
1948 року виконав партіі Мефистофеля в однойменній опері Бойто на виставі, присвяченій пам'яті Бойто (диригуовав Артуро Тосканіні). У 1950—1974 роках, дебютувавши в партії Філіппа II («Дон Карлос» Верді), належав до трупи Метрополітен-опери. Одною з найкращих партій співака вважається Дон Жуан, у ролі якого він не раз виходив на сцену на Зальцбурзькому фестивалі (1953—1956) у співпраці з Вільгельмом Фуртвенглером та іншими диригентами. Виступав у Ковент Гардені у 1950 і 1962-1973 роках. У 1959 та 1980 роках виступав на фестивалі «Арена ді Верона», де виконав партії Мефистофеля та Рамфіса («Аїда»).
Востаннє виступив на сцені «Ла Скала» 1978 року в партії Фієско («Сімон Бокканегра» Верді).
Помер 2010 року. Похований на кладовищі Ніколаса.

## Виноски
1. 1 2 3 4  Deutsche Nationalbibliothek Record #12452091X // Gemeinsame Normdatei — 2012—2016.
2. ↑  Bibliothèque nationale de France BNF: платформа відкритих даних — 2011.
3. ↑  http://www.washingtonpost.com/wp-dyn/content/article/2010/07/06/AR2010070605114.html
4. ↑  Ч. Сьепи на сайте belcanto.ru. Архів оригіналу за 1 лютого 2014. Процитовано 28 січня 2014.